# مینامی تسودا
می‌نامی تسودا (انگلیسی: Minami Tsuda؛ زادهٔ ۸ ژوئن ۱۹۸۹) صداپیشه اهل ژاپن است.